# Place Jules-Hénaffe
La place Jules-Hénaffe est une voie située dans le quartier du Parc-de-Montsouris du 14e arrondissement de Paris.

## Situation et accès
La place Jules-Hénaffe est desservie par la ligne de métro 4 à la station Porte d'Orléans.

## Origine du nom
Elle porte le nom du conseiller municipal Jules Léon Alexandre Hénaffe (1857-1921). Le 26 mars 1905, cet édile avait demandé la démolition d’un des deux pavillons de l’ancienne barrière d'Enfer.

## Historique
Par arrêté du 14 août 1934 la section de la rue Beaunier, située entre la rue de la Tombe-Issoire et l'avenue Reille, prend le nom de « place Jules-Hénaffe ».

## Bâtiments remarquables et lieux de mémoire
- Le jardin de la Place-Jules-Hénaffe.
- Une fontaine Wallace du quartier.